# Бурко, Максим Александрович
Максим Александрович Бурко (бел. Максім Аляксандравіч Бурко; род. 23 января 2004, Борисов, Минская область) — белорусский футболист, защитник клуба КАМАЗ.

## Карьера

### «Шахтёр» Солигорск

#### Аренда в «Энергетик-БГУ»
В 2020 году футболист перешёл в «Энергетик-БГУ», выпустившись из Академии АБФФ. В сезоне 2021 года футболист стал выступать за дублирующий состав клуба. В январе 2022 года футболист перешёл в солигорский «Шахтёр», однако на правах арендного соглашения остался в «Энергетике-БГУ». В начале сезона 2022 года футболист стал тренироваться с основной командой клуба, продолжая выступать также и за дублирующий состав. Дебютировал за основную команду клуба футболист 29 мая 2022 года в матче против мозырьской «Славии», выйдя на замену на 73 минуте. Однако закрепиться в основной команде у футболиста не получилось, в августе 2022 года из которой полностью выбыл. По итогу сезона футболист вместе с клубом стал серебряным призёром чемпионата.

#### Сезон 2023
В декабре 2022 года футболист начинал тренироваться с основной командой «Энергетика-БГУ». В конце января 2023 года футболист покинул клуб, вернувшись в распоряжение солигорского «Шахтёра». В январе 2023 года футболист отправился выступать в петриковский «Шахтёр». Дебютировал за клуб футболист 2 апреля 2023 года в матче против дзержинского «Арсенала», выйдя на поле в стартовом составе и также отличившись своим дебютным забитым голом. На протяжении всего сезона футболист выступал за петриковский клуб в роли одного из ключевых игроков, отличившись 2 забитыми голами. По итогу дебютного сезона футболист вместе с клубом завершили чемпионат на итоговом предпоследнем месте в турнирной таблице, сохранив прописку в Первой лиге.

#### Сезон 2024
В начале 2024 года футболист начинал готовиться к новому сезону с петриковским клубом, который в скором времени был объединён с дублирующий составом солигорского «Шахтёра» и стал называться «Шахтёр-2». Новый сезон футболист начал 7 апреля 2024 года с матча против «Молодечно-2018», выйдя на замену на 92 минуте. Первым в сезоне забитым голом за клуб футболист отличился 27 апреля 2024 года в матче против борисовского БАТЭ-2. Дебютировал за основную команду солигорского клуба футболист 16 августа 2024 года в матче против брестского «Динамо», выйдя на замену на 61 минуте. По итогу сезона футболист вместе с клубом завершил чемпионат на итоговом последнем месте. На протяжении сезона футболист выступал за солигорские команды в роли одного из основных игроков, отличившись 2 забитыми голами за «Шахтёр-2».

### КАМАЗ
В январе 2025 года футболист отправился на просмотр в российский КАМАЗ. В начале февраля 2024 года сообщалось, что футболист станет игроком клуба, с которым подпишет контракт до конца июня 2026 года с опцией продления ещё на сезон. Официально 7 февраля 2025 года российский КАМАЗ оформил трансфер футболиста. Дебютировал за клуб футболист 15 марта 2025 года в матче против ярославского «Шинника», выйдя на замену на 87 минуте. Однако закрепиться в основной команде клуба у футболиста не получилось, большую часть сезона проведя на скамейке запасных, результативными действиями не отличившись, выйдя на поле лишь в 3 матчах чемпионата. По итогу сезона футболист вместе с клубом завершил чемпионат на итоговом одиннадцатом месте в турнирной таблице.
Первый матч в новом сезоне сыграл 26 июля 2025 года против ульяновской «Волги», выйдя на замену на 87 минуте.

## Международная карьера
В июне 2022 года дебютировал в юношеской сборной Беларуси до 19 лет в товарищеском матче против сверстников из Узбекистана. В марте 2025 года футболист получил вызов в молодежную сборную Беларуси. Дебютировал за сборную футболист 21 марта 2025 года в товарищеском матче против сборной Северной Македонии.